# Liste der Äbtissinnen des Klosters Hermetschwil

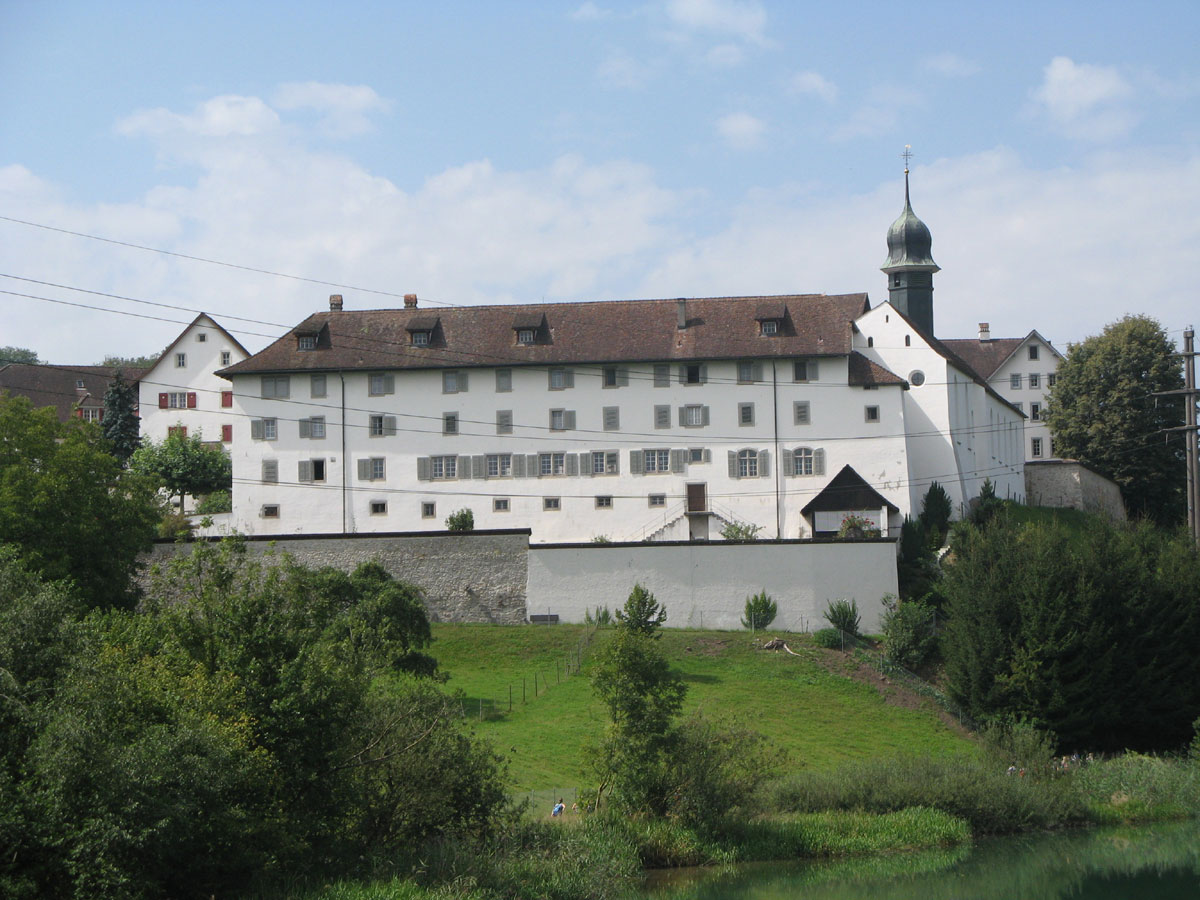
Kloster Hermetschwil, 2007

Die Liste der Äbtissinnen des Klosters Hermetschwil führt alle Meisterinnen und Äbtissinnen der Benediktinerinnenabtei Hermetschwil auf. Als Gründungsjahr der Abtei gilt das Jahr 1083. Der Frauenkonvent war Teil des Doppelklosters Muri und wurde im 12. Jahrhundert nach Hermetschwil verlegt. Maria Küng gilt als «zweite Gründerin» des Klosters und erhielt 1636 als erste Meisterin den Äbtissinnentitel. Im Jahr 1881 unterblieb eine Äbtissinnenwahl und 1892 wurde der Konvent ins Kloster Habsthal in Württemberg verlegt. Die Habsthaler Äbtissin ernannte nach Aussprache mit den Konventualinnen Priorinnen in Hermetschwil. Seit 1985 leitet wieder eine Äbtissin das Kloster. Die Jahreszahlen beziehen sich auf die Amtszeit.

## Liste der Meisterinnen
1. Agnesia (ab 1083)
2. Gisela I. (12. Jahrhundert)
3. Mathilt (um 1200)
4. Gertrudis (13. Jahrhundert)
5. Gisela II. (13. Jahrhundert)
6. Gertrud Marsilgina (13. Jahrhundert)
7. Mechtildis de Bruge (14. Jahrhundert)
8. Elena von Seengen (14. Jahrhundert)
9. Adelheid von Brugg (14. Jahrhundert)
10. Elisabeth von Stegen (14. Jahrhundert)
11. Elisabeth von Seengen (14. Jahrhundert)
12. Margaretha von Gachnang (um 1340)
13. Elisabeth von Mülinen (1343–1357)
14. Hedwig von Luvar (14. Jahrhundert)
15. Anna von Eschenz (um 1379)
16. Verena von Heidegg (um 1398)
17. Klara Traeger (1406–1412)
18. Agatha Schinder (nach 1412)
19. Agnes Trüllerey (1429–1460)
20. Sophie Schwarzmurer (1463–1486)
21. Anna Gon (1489–1491)
22. Veronika von Hettlingen (1498–1507)
23. Küngold von Efringen (um 1511)
24. Anna Segesser von Brunegg (1513–1521)
25. Margaretha Göldli (1521–1522)
26. Anna von Efringen (1523–1541)
27. Anna Trüllerey (1541–1553)
28. Meliora vom Grüth (1553–1599)
29. Margareta Graf (1599–1615)
30. Maria Küng (1615–1636)

## Liste der Äbtissinnen

### Äbtissinnen ab 1636
1. Maria Küng (1636–1644)

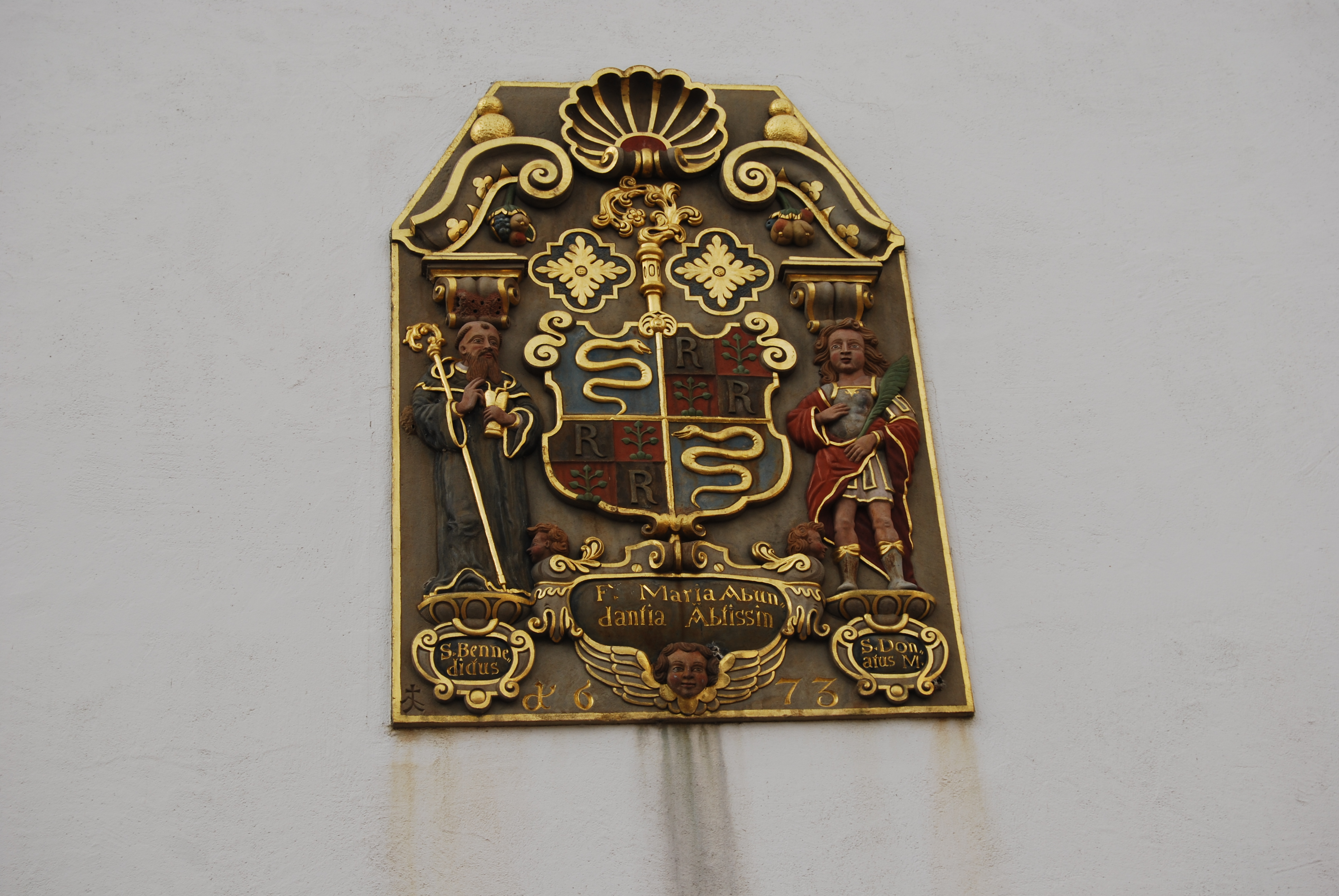
Wappen der Äbtissin Maria Abundantia (1673)

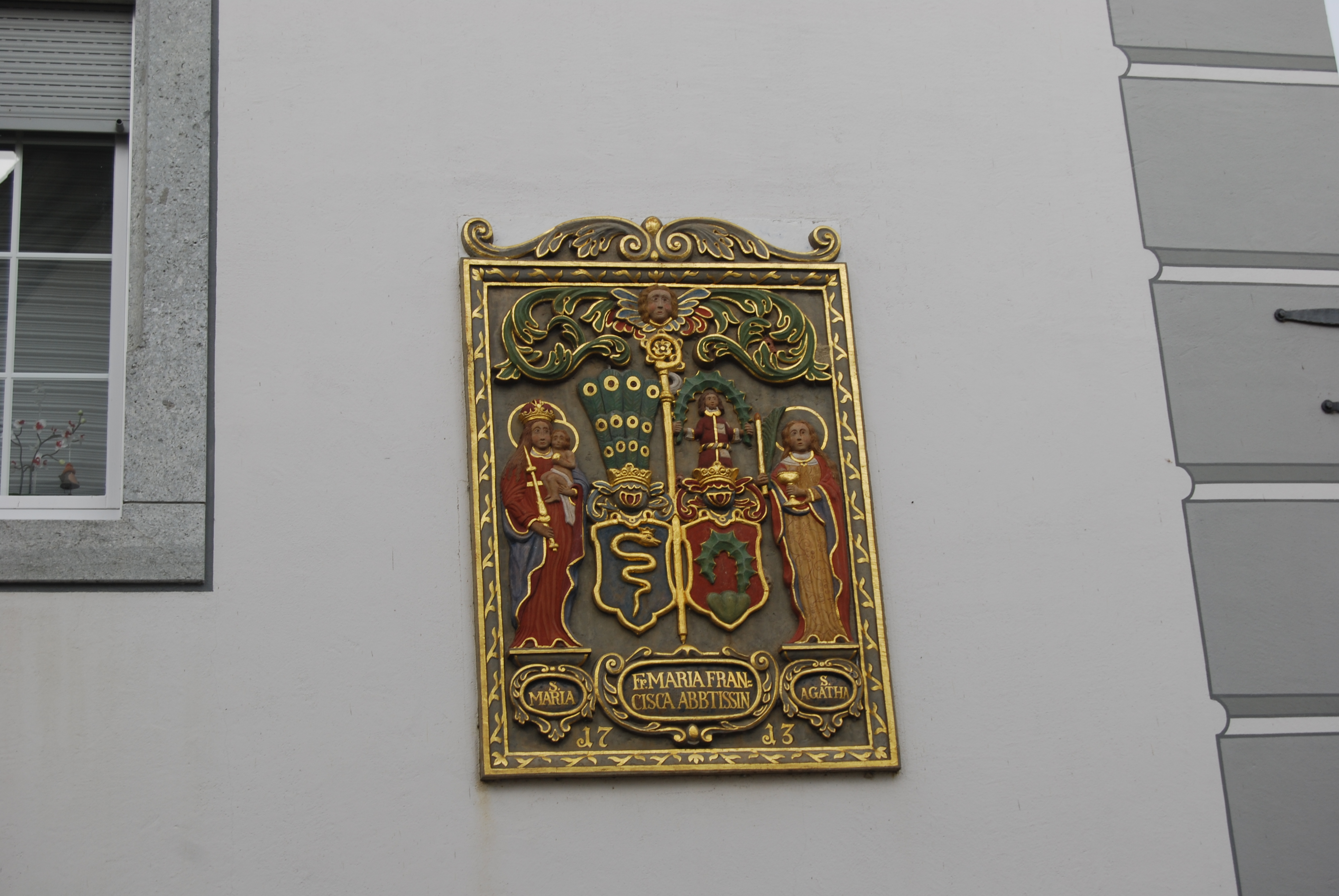
Wappen der Äbtissin Maria Franziska (1713)

2. Maria Benedikta Keller (1644–1663)
3. Maria Abundantia Reding (1663–1687)
4. Maria Mechtild Böschung (1687–1688)
5. Maria Anna Brunner (1688–1697)
6. Maria Margareta Rüttimann (1697–1702)
7. Maria Franziska Bircher (1703–1716)
8. Maria Mechtild Schnorf (1716–1753)
9. Maria Katharina Falck (1753–1757)
10. Maria Ita Bürgisser (1757–1763)
11. Maria Franziska Hortensia Segesser von Brunegg (1763–1793)
12. Maria Placida Dossenbach (1794–1812)
13. Maria Antonia Imbach (1812–1831)
14. Maria Magdalena Ritter (1831–1842)
15. Maria Josepha Huber (1842–1852)
16. Maria Franziska Villiger (1852–1881)
17. Maria Dominica Villiger (Priorin 1881–1892)
18. Maria Gertrud Stocker (Priorin 1892–1898)

### Äbtissinnen in Habsthal 1898–1985
1. Maria Gertrud Stocker (1898–1902)
2. Maria Benedikta Depuoz (1903–1918)
3. Maria Margarita Baiker (1918–1943)
4. Maria Scholastica Beil (1943–1985)

### Priorinnen und Äbtissinnen in Hermetschwil ab 1909
1. Maria Franziska With (Priorin 1909–1916)
2. Maria Pia Figel (Priorin 1916–1925)
3. Maria Franziska With (Priorin 1925–1940)
4. Maria Pia Figel (Priorin 1940–1947)
5. Maria Margarita Schüle (Priorin 1947–1956)
6. Maria Zita Arnold (amtierend 1956–1958)
7. Maria Margarita Schüle (Priorin 1958–1968)
8. Maria Michaela Roer (Priorin 1968–1989)
9. Maria Angelika Streule (Äbtissin seit 1985)

## Belege
1. ↑  Anne-Marie Dubler: Maria Küng. In: Historisches Lexikon der Schweiz.  1. November 2007.
2. ↑  Anne-Marie Dubler: Hermetschwil. In: Helvetia Sacra. Band III/3. Francke, Bern 1986. S. 1845.
3. ↑  Benediktinerinnenkloster Hermetschwil. In: muri-gries.ch. 23. September 2021.